# Скорпионы (отряд)
Скорпионы (серб. Шкорпиони / Škorpioni) — созданное в середине 1991 г. сербское подразделение добровольцев, участвовавших в гражданской войне в Югославии (война в Хорватии, война в Боснии и Герцеговине, косовская война). Солдаты подразделения носили красные береты и чёрный камуфляж. Основным командиром подразделения был Слободан «Боча» Медич. Международным трибуналом по бывшей Югославии обвиняются в совершении многочисленных преступлений против мирного населения, что отрицает сам Медич. Подразделение изначально было формированием ЮНА, а затем переквалифицировалось в антитеррористическое подразделение сил МВД Сербии.

## Обвинения в преступлениях и приговоры
- В марте 2004 года Саша Цвиетан, служащий отряда, был приговорён сербским судом к 20 годам лишения свободы за убийство в 1999 году в Подуево 16 косовских албанцев[2]. Апелляция на решение суда отклонена 17 июня 2005 года.
- 1 июня 2005 в ходе суда над Слободаном Милошевичем была обнародована видеозапись, на которой члены отряда «Скорпионов» расстреливали в тюрьме боснийских заключённых. На той же видеозаписи утверждалось, что «Скорпионы» по приказу Милошевича расстреляли колонну беженцев на дороге Пале—Сребреница и завалили эту дорогу их трупами. Запись была предоставлена представителем Центра гуманитарного права в Белграде Наташей Кандич, которая получила её от одного из бывших «скорпионов». Свидетель защиты генерал Стеванович, однако, заявил, что «Скорпионы» не связаны с МВД Сербии и видеозапись не доказывает вину Милошевича.
- В начале июня 2005 года в Сербии были арестованы 6 бывших «Скорпионов», а в Хорватии спустя несколько дней полицией были задержаны 10 граждан Хорватии, которых считают сообщниками «Скорпионов» (главой этой организации являлся 52-летний Слободан Давидович).
- В 2007 году Слободан Медич, командир отряда, и его брат Бранислав были приговорены к 20 годам тюрьмы каждый за массовые убийства в Сребренице[3].
- В 2009 году за резню в том же Подуево к 20 годам тюрьмы были приговорены Желько Дюкич, Драган Медич и Драган Бороевич, а Мидраг Солая — к 15 годам тюрьмы.[4]